# Korteselkä (sjö i Finland)
Korteselkä är en sjö i Finland. Den är en del av sjön Vanajavesi och ligger i Lembois i landskapet Birkaland, i den södra delen av landet, 130 km nordväst om huvudstaden Helsingfors. Korteselkä ligger 73 meter över havet.